# Willem Pieter Landzaat

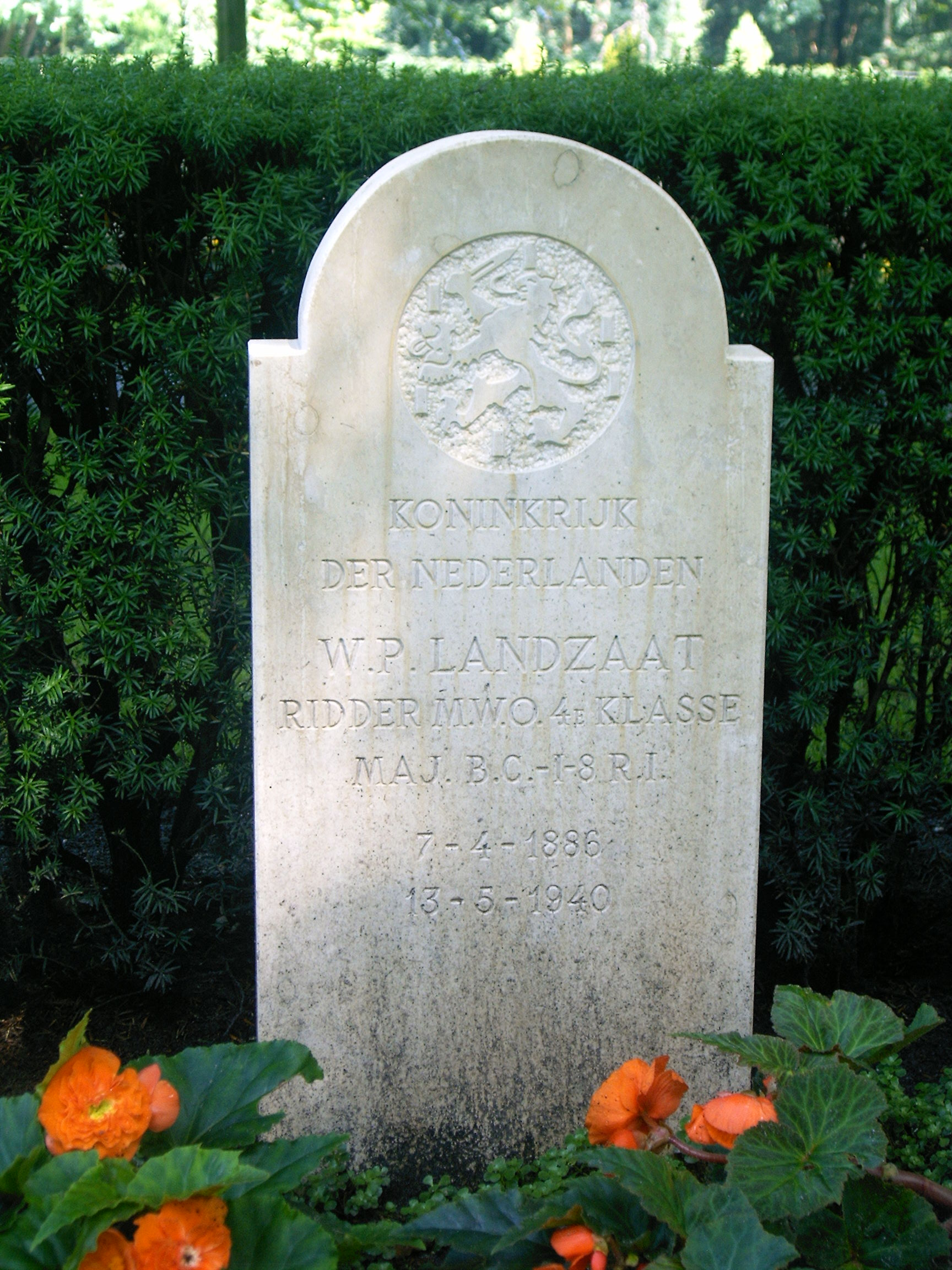
Graf van Majoor Landzaat op het Militair ereveld Grebbeberg

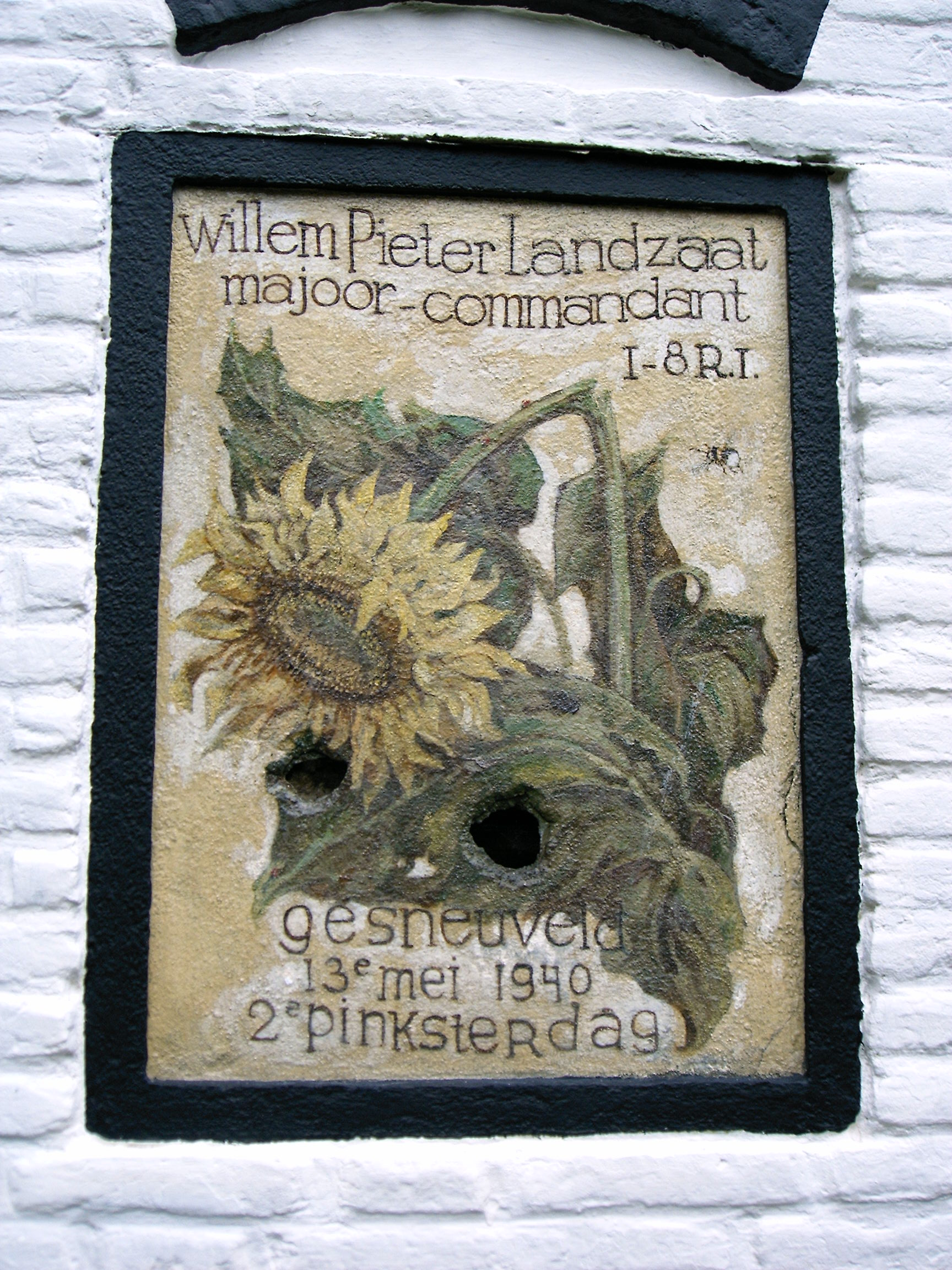
Gedenksteen op de voormalige commandopost in Rhenen

Willem Pieter Landzaat (Leiden, 7 april 1886 - Rhenen, 13 mei 1940) was een officier van de infanterie die zich tijdens de Slag om de Grebbeberg zodanig onderscheidde, dat men hem postuum tot Ridder der vierde klasse in de Militaire Willems-Orde benoemde.

## Militaire levensloop
Landzaat koos voor het vak van beroepsmilitair en zou in 1905 tot de KMA worden toegelaten. Hij werd in september 1909 tot tweede luitenant der infanterie beëdigd. Vier jaar later werd hij bevorderd tot eerste luitenant. Deze rang zou hij veertien jaar bezitten voordat hij op 1 mei 1927 tot kapitein werd bevorderd. Tien jaar nadien werd hij, op 1 februari 1937, tot majoor bevorderd.
De majoor Landzaat had geen Hogere Krijgsschool gedaan, waardoor hem vermoedelijk na het bereiken van de majoorsrang nog maximaal één bevordering wachtte.
In 1939 werd hem het ereteken voor langdurige dienst als officier 30 jaar (XXX) toegekend.

## Oorlogsbiografie
Majoor Landzaat was tijdens de meidagen van 1940 commandant van het 1e bataljon van het 8e Regiment Infanterie (I-8 R.I.). Dit bataljon had posities in de hoofdweerstand voor en op de Grebbeberg. De majoor had een compagnie op het zogenaamde hoornwerk, dat de toegang tot de Grebbeberg versperren moest en in de zogenaamde frontlijn lag, en zijn andere compagnieën midden op de Grebbeberg liggen, in de zogenaamde stoplijn. Deze stoplijn was de achterzijde van de hoofdweerstand. De majoor zijn eenheden lagen aan weerszijden van de doorlopende weg tussen Rhenen en Wageningen, ook wel de Grebbeweg genoemd. Deze posities bevonden zich ongeveer 250 m westelijk van het huidige ereveld. De majoor zelf had zijn bataljons commandopost (CP) 500 m achter de stoplijn, in een paviljoen dat behoorde tot een horecagelegenheid bij Ouwehands dierenpark.
De majoor had vooroorlogs al kennisgenomen van het feit dat de verdediging van de Grebbelinie een zaak van standhouden zou betekenen. Er was geen georganiseerd alternatieve weerstand opgebouwd, verder westwaarts. Het devies was 'standhouden tot de laatste man, de laatste kogel'. De serieuze beroepsofficier had zijn vrouw al gemeld dat dit voor hem een devies was dat hij tot het uiterste zou doorvoeren. Het was ook een gegeven dat Landzaat zijn ondergeschikten meegaf.
Op 10 mei 1940 vielen de Duitsers Nederland aan en werd door de met een Waffen-SS regiment versterkte 207e Infanterie Division via Arnhem doorgestoten naar Wageningen. Aldaar ontwikkelde zich de Duitse strijdmacht om de sterke Nederlandse Grebbelinie ter hoogte van de Grebbeberg bij Rhenen aan te vallen. Dat lag als aanvalslocatie voor de hand omdat dit hogere land niet op natuurlijke wijze onder water kon worden gezet. Daarom was de defensie bij en op de Grebbeberg significant uitgebouwd. Op 11 mei 1940 begon de Duitse aanval op de weerstandbiedende voorpostenstrook, die tussen Rhenen en Wageningen lag. Aan het einde van die dag hadden de Duitsers die weerstand weten te neutraliseren. Ze waren toen in positie om de hoofdweerstand te testen.
Op 12 mei 1940 waren de Duitsers tot aan de frontlijn weten door te dringen en na een kort maar hevig artilleriebombardement op de frontlijn en met name het daar verdedigde hoornwerk, stootte kort na het middaguur enige Waffen SS compagnieën van het regiment Der Führer door de verdediging. Een teruggekeerde ordonnans kwam bij de majoor Landzaat melden dat ze het niet hielden en de stelling aan puin was geschoten. Hoewel dit een overdrijving van formaat was, was de majoor niet onder de indruk. Analoog aan zijn eigen overtuiging en opdracht meldde hij droog "achter de puinhopen standhouden!" Daar zou echter weinig van komen. Het Duitse geweld was intussen al door de frontlijn gebroken en zou de strijd naar de stoplijn brengen. Een stoutmoedige SS-stoottroep zou er zelfs in slagen laat op de avond door de stoplijn te breken en de spoorlijn bij Rhenen te halen, om daar door Nederlandse weerstand in een klein bruggenhoofdje oost van het station te worden gedwongen.
Op 13 mei in de vroege ochtend viel de Duitse infanterie van de 207e Infanterie Divisie met enige bataljons aan. Zij trachtten de stoplijn op de Grebbeberg te bestormen. Hoewel zij een aantal keer werden afgewezen door de hardnekkige verdedigers, slaagden rond 10.00 uur enige Duitse groepjes erin de linie te doorbreken. Geleidelijk aan verkruimelde de weerstand in de stoplijn. In de sector van het 1e Bataljon, van de majoor Landzaat, kwamen ook enige SS'ers tot inzet die behoorden tot het 3e Bataljon van het SS regiment dat de Grebbeberg al drie dagen pijnigde. Deze mannen zouden samen met reguliere infanterie doorbreken aan weerszijden van de Grebbeweg en vervolgens, gedeeltelijk, tegen een ad hoc georganiseerde Nederlandse weerstand rond de CP van Landzaat aanlopen. Deze was intussen volgelopen met een bonte verzameling militairen van overlopen stellingdelen en een groepje officieren, die zich bij de BC hadden gemeld. Onder hen was één lichte mitrailleur aanwezig, voor het overige slechts geweren, karabijnen en pistolen. Toen het paviljoen steeds feller werd beschoten en men door de ramen de Duitse militairen kon zien tirailleren, wist men dat het ook hier menens was geworden.
Zo werd, in de vroege middag van 13 mei, de commandopost van Landzaat geleidelijk aan omsingeld en door een steeds sterker wordende Duitse formatie aangevallen. Landzaat nam direct de leiding en organiseerde de verdediging van zijn commandopost. Hij bracht enige militairen naar de eerste etage en duidde hen op de door hen te bestrijden sectoren. Beneden schoof hij met enkele anderen een tafel zodanig in positie dat de lichte mitrailleur liggend bediend kon worden en de gevaarlijkste sector kon bestrijken. Hij posteerde anderen, zonder op rang te letten, bij andere ramen en de toegang om zo een rondom verdediging te organiseren. Zelf manifesteerde de majoor zich als schutter met alle voorhanden wapens. Op deze wijze werd lang weerstand geboden.
Uiteindelijk kregen de Duitsers door dat de weerstand bij het paviljoen geen tijdelijke was, maar hardnekkig werd volgehouden. Ze voerden licht geschut aan en plaatsten zware mitrailleurs. Met deze middelen werd het lichte gebouwtje spoedig zwaar op de proef gesteld. Ook de verdedigers lieten veren. Steeds meer hunner raakten gewond of sneuvelden. Onderwijl werd de munitievoorraad kleiner. Een aantal verdedigers was al weggestuurd of zelf vertrokken. Nog slechts enkele resteerden. Toen de laatste munitie op was bedankte Landzaat zijn laatste getrouwen voor de inzet met de woorden "Jullie hebben als helden gestreden, mijn dank", en gaf hun toestemming te trachten om weer eigen linies te bereiken. Zelf bleef hij, mogelijk met één andere militair, achter. Hij zou zich met een pistool in beider handen welbewust opofferen.
Na afloop van de strijd werden zijn resten uit het in puin geschoten en uitgebrande paviljoen geborgen. Zijn resten werden geïdentificeerd aan zijn trouwring, die zijn weduwe zelf aantrof in de puinhopen. Zijn stoffelijke resten werden begraven op het militaire ereveld op de Grebbeberg.
Op 9 mei 1946 werd hij postuum benoemd tot Ridder der vierde klasse in de Militaire Willems-Orde.

## Mutatie bij onderscheiding
Heeft zich op 13 Mei 1940 op den Grebbeberg onderscheiden door buitengewonen moed en trouw en door de uitstekende beleidvolle wijze, waarop hij onder de moeilijkste omstandigheden, het bevel over zijn bataljon heeft gevoerd. Toen de vijand de stoplijn doorbroken had en de Commandopost aanviel, heeft hij op krachtdadige wijze de verdediging daarvan gevoerd en zelf hieraan medegewerkt door met een vuurwapen op de aanvallers te schieten. Als een dapper soldaat heeft hij tot het uiterste zijn post verdedigd, totdat hij, als eenig overblijvende op zijn post, vermoedelijk in den loop van 13 Mei is gesneuveld.

## Onderscheidingen
- Ridder der vierde klasse in de Militaire Willems-Orde[1]
- Onderscheidingsteken voor Langdurige Dienst als officier[1]
- Oorlogsherinneringskruis[1]